# Батич, Ольгица
Ольгица Батич (серб. Олгица Батић; род. 7 декабря 1981, Обреновац, СФРЮ) — сербский политик, юрист, председатель
Христианско-демократической партии Сербии (ХДПС).

## Биография
Дочь сербского политика и государственного деятеля Владана Батича. Выпускница юридического факультета Белградского университета. Специалист в области уголовного права. Работала адвокатом адвокатского семейного бюро Batić. Во время адвокатской карьеры занималась рядом судебных процессов, привлекавших большое внимание общественности. В начале своей деятельности в качестве адвоката получила опыт работы у отца — доктора юридических наук Владана Батича (министра юстиции Сербии в 2001—2004 гг.). Ольгица Батич участвовала в ряде судебных процессов, оказывала помощь гражданам Сербии в разных областях юриспруденции.
С молодости занималась политикой. После окончания университета работала в правовом секторе ХДПС. После смерти отца Владана Батича в 2010 году возглавила созданную им Христианско-демократическую партию Сербии.
В 2012 году возглавляемая ею партия вошла в политическую коалицию «Выбор лучшей жизни» («Избор за бољи живот») вместе с Демократической партией, Социал-демократической партией, Лигой социал-демократов Воеводины, «Зелёными Сербии» и Демократическим альянсом хорватов в Воеводине. На парламентских выборах в Сербии в 2012 году коалиция набрала 22,06 % голосов. Лидер партии Ольгица Батич стала депутатом Народной скупщины Республики Сербии.
Была членом Комитета по судебным, государственным и местным органам управления по административно-бюджетным вопросам и заместителем члена Комитета по конституционным вопросам и законодательству скупщины.